# Malko Tarnowo
Malko Tarnowo [ˈmaɫko ˈtɤrnovo] (bulgarisch Малко Търново, auch Malko Tarnovo) ist eine Stadt im Südosten Bulgariens, in der Oblast Burgas mitten im Strandschagebirge. Malko Tarnowo ist das administrative Zentrum der gleichnamigen Gemeinde Malko Tarnowo.

## Geografie
Die Stadt Malko Tarnowo liegt an der Europastraße 87 in unmittelbarer Nähe der bulgarisch-türkischen Grenze und des Grenzübergangs Malko Tarnowo-Dereköy. Malko Tarnowo liegt im bulgarischen Teil des Strandscha-Gebirges im Zentralmassiv des Gebirges. Die Stadt liegt zudem mitten im Reservat "Witanowo" des Naturparks Strandscha. In der Region gibt es viele Quellen und Erzvorkommen.

## Geschichte

### Antike und Mittelalter

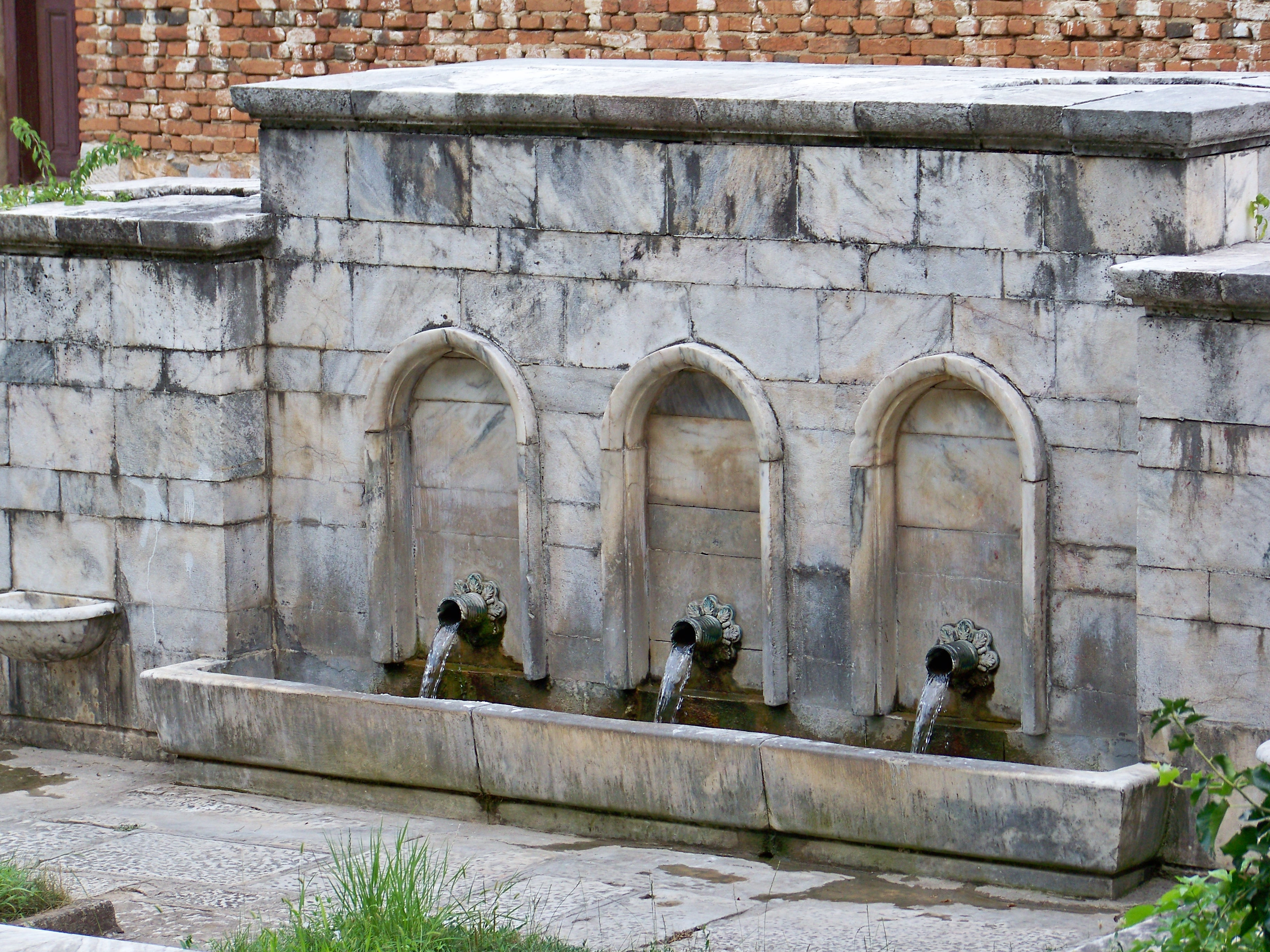
Trinkbrunnen in Malko Tarnowo

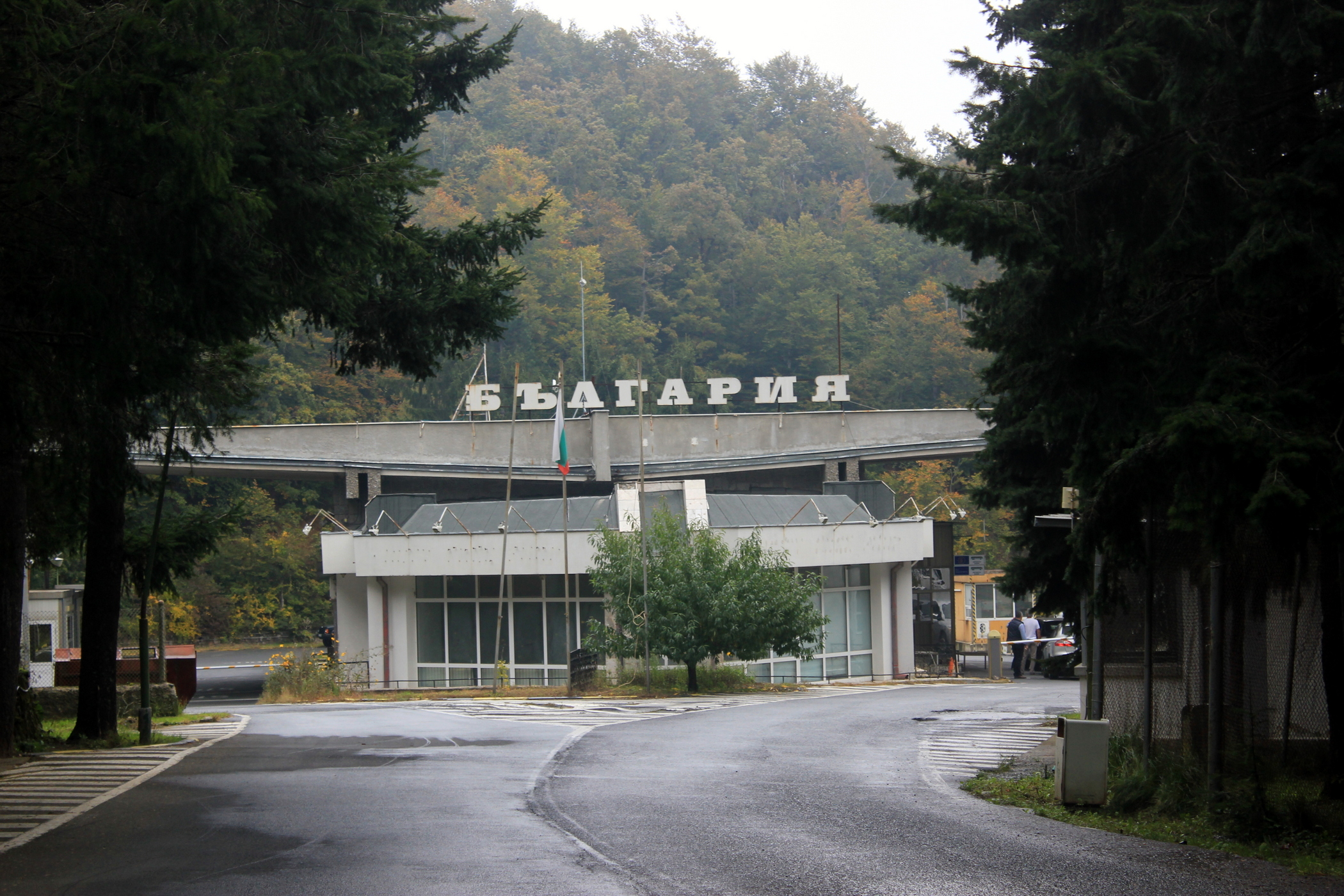
Bulgarisch-türkischer Grenzübergang

Malko Tarnowo erstreckt sich heute auf einer ehemaligen thrakischen Siedlung, große Dolmen, alten Heiligtümern und Hügelgräber sind erhalten geblieben. Das Zentrum der thrakischen Siedlung wird in der Gegenden Goljamata tumba am nordwestlichen Rand der heutigen Stadt angenommen. Auch im jetzigen Stadtzentrum und im südlichen Teil finden sich thrakische Reste (Gräber, Bildhaueratelier, Metallschmelzöfen etc.) aus hellenischer und römischer Zeit.
Die Siedlung erlangte eine wirtschaftliche und strategische Bedeutung vor allem in spätantiker Zeit dank der Kupfer- und Eisenerzvorkommen (Ausbeutung nachweislich vom 2. bis ins 6. Jahrhundert) in unmittelbarer Nähe der heutigen Stadt. Entsprechende Schmelzöfen wurden bei Malko Tärnovo gefunden. In einem Apollon-Tempel bei Malko Tarnowo wurde eine Weihinschrift (von 155/156 n. Ohr.) entdeckt, die Straton, Leiter einer Gruppe Eisenbergwerke errichten ließ. Die Inschrift stammt vielleicht von Leuten, die in den Eisenbergwerken bei Demirköy (Malak Samokov) tätig waren. Weiter lang über Malko Tarnowo an einer wichtigen Nord-Süd-Wegverbindung von Sosopolis am Schwarzen Meer zur Großen Heeresstraße bei Arcadiopolis nach Herakleia am Marmarameer. Weitere günstigen Straßenverbindungen existierten mit der Hauptstadt des Odrysenreichen Uscudama (das spätere Adrianopolis), mit Debeltos am Golf von Burgas im Norden und mit der Hafenstadt Bizye am Schwarzen Meer im Osten.
Bis zu 46 n. Chr. gehörten die heutige Stadt wie die gesamte Region zum Reich der Odrysen, als sie von den Römer endgültig besiegt wurden. In dieser Zeit wurde eine römische Wegestation (statio milliaria), wohl möglich die Utsurgas hier errichtet. Einer unter Mark Aurel (161–180 n. Chr.) entstandenen Weiheinschrift zufolge gehört die Siedlung zum Stadtterritorium des 49 km südöstlich gelegenen Bizye.
Archäologische Funde lassen vermuten, dass auch in frühbyzantinische Zeit und im Mittelalter bei Malko Tärnovo eine, wenn auch vermutlich weniger bedeutsame Siedlung besteht. In der frühen Türkenzeit ist Malko Tarnowo Zentrum des Chasekijata genannten Gebietes.

### Neuzeit
Die heutige Stadt ist Ende des 17./Anfang des 18. Jahrhunderts entstanden, als sich die Bewohner umliegender Dörfer an der Quelle Golemija Wris ansiedelten. Der ursprüngliche Name der Stadt Tranowo geht vermutlich auf die zahlreichen Destillen (Tran) in der Umgebung zurück. Später wurde daraus Tarnowo. Damit es nicht zu Verwechslungen mit der alten bulgarischen Hauptstadt Weliko Tarnowo käme, fügte man ein Malko hinzu, was klein bedeutet. Während des russisch-türkischen Krieges von 1828/29 zählte die Stadt um die 3500 Einwohner, die sich hauptsächlich mit Schafzucht und den damit verbundenen Handwerken beschäftigten (Schneider, Tuchweber, Gerber), aber auch mit dem Maurerhandwerk und der Töpferei, dem Goldschmiede- und Sattlerhandwerk. Auch Marmorabbau wurde in der Region betrieben. So stammt der Marmor des Istanbuler Dolmabahçe-Palastes aus der Region um Malko Tarnowo.
Eine Klosterschule wurde Anfang des Jahrhunderts eröffnet, die erste weltliche Schule in den 1840er Jahren, die Mädchenschule 1875. In der zweiten Hälfte des 19. Jahrhunderts war Malko Tarnowo eine reiche Stadt mit fast 8000 Einwohnern.

#### Der Ilinden-Probraschenie Aufstand von 1903

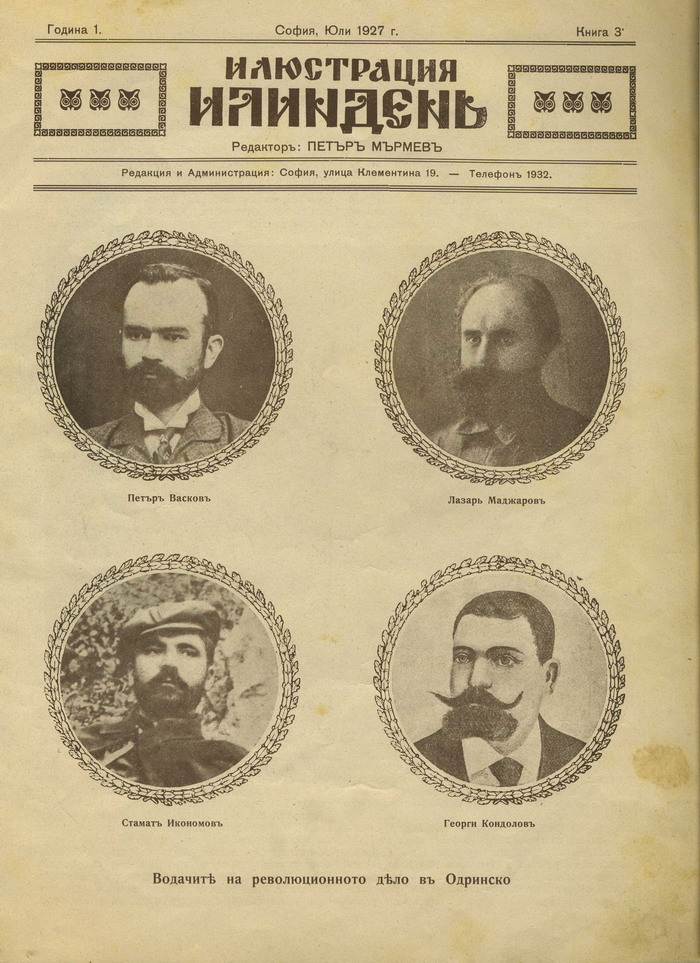
Die Leiter der VMRO in Ostthrakien

In der neueren Geschichte spielte die Stadt während des Ilinden-Preobraschenie-Aufstandes 1903 eine wichtige Rolle. Dieser wurde von den Bulgarischen Makedonien-Adrianopeler Revolutionären Komitees, später VMRO, organisiert und durchgeführt. Die Stadt war Zentrum der sogenannten Strandscha-Region und Teil des Adrianopel-Kampfgebiets.
In der Nähe von Malko Tarnowo in der Gegend Petrowa Niwa wurde am 18. August 1903 (gregorianischer Zählung) am Tag der Verklärung des Herrn (bulgarisch: Probraschenie-Tag) die Strandscha-Republik ausgerufen. Die Republik wählte Michail Gerdschikow, Stamat Ikonomow und Lasar Madscharow an ihre Spitze. Ziel des Aufstandes war es, so viele bulgarische Gebiete wie möglich zu befreien und sie zu einem späteren Zeitpunkt mit Bulgarien zu vereinen. Die ersten Kampfhandlungen fanden am 19. August 1903 statt. In den ersten Tagen des Aufstandes gelang es den Aufständischen von der bulgarischen Grenze im Norden aus bis nach Lozengrad im Süden vorzustoßen und somit ein großes Gebiet von den Osmanen zu übernehmen. Die ersten eingenommenen Städte waren Ahtopol und Wasiliko.

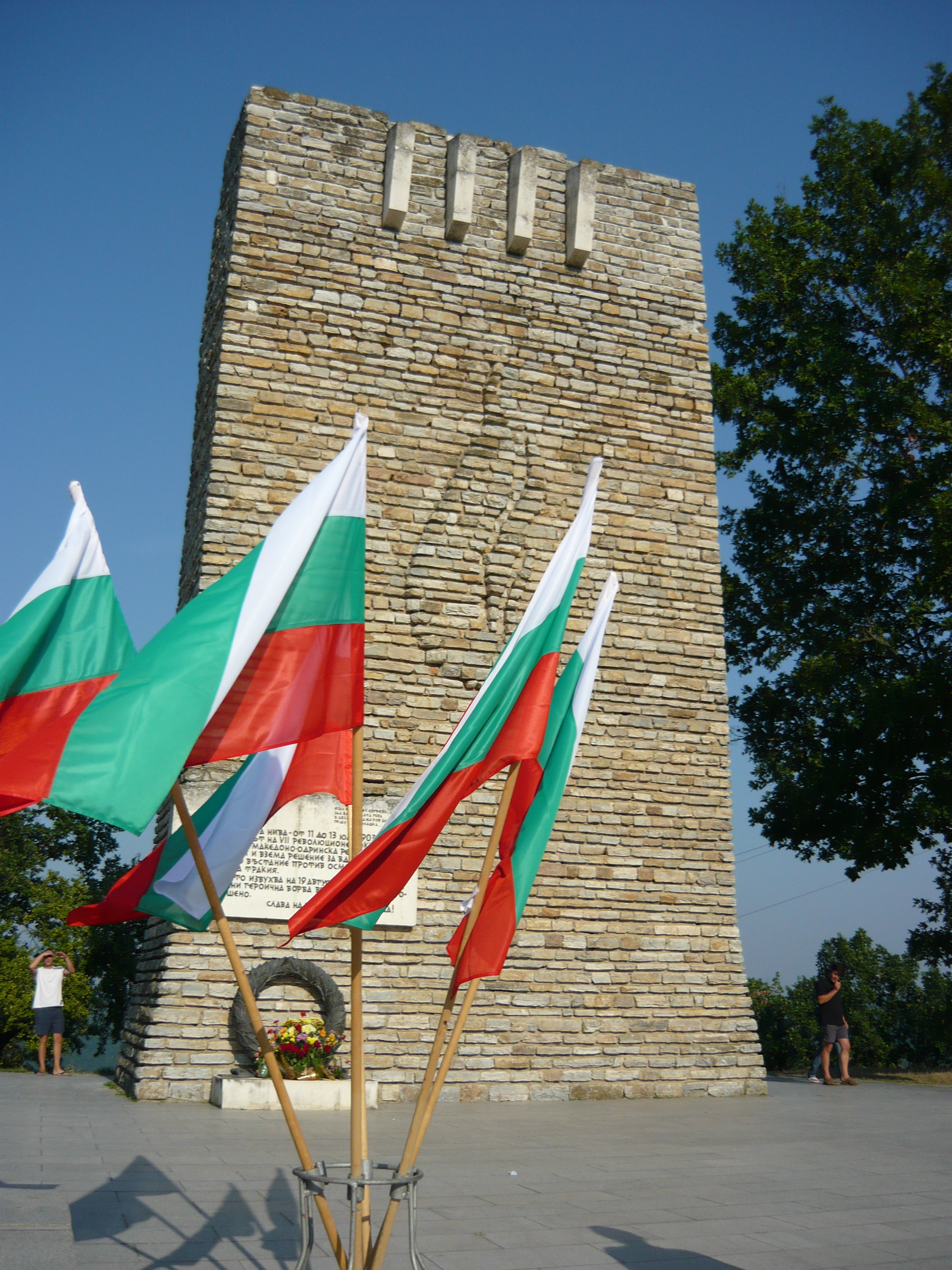
Die Gedenkstätte in der Gegend Petrowa Niwa

Die Aufständischen waren schlecht bewaffnet und in der Unterzahl: Den 26.000 Aufständischen schickte die osmanische Regierung eine Armee von 350.000 Soldaten mit Artillerie und Kavallerie entgegen; das Eingreifen Russlands blieb aus, da Österreich-Ungarn und England nicht an der Stärkung des russischen Einflusses auf dem Balkan interessiert waren.
Viele Aufständische fielen im Kampf oder wurden hingerichtet, darunter populäre Figuren wie Goze Deltschew und Pito Guli. Andere, wie Piperkata, begingen Selbstmord, um nicht in die Hände der Feinde zu geraten. Mehr als 70.000 Menschen flohen in die benachbarten Länder, vor allem nach Bulgarien. Die meisten Flüchtlinge gelangten nach Burgas.
In den letzten Tagen des Aufstandes griff die reguläre osmanische Armee in der Gegend von Petrowa Niwa mehr als 3000 Kinder, Frauen und Ältere, alle bulgarische Flüchtlinge, an. Das wird noch heute von der Türkei bestritten.
Nach der blutigen Niederschlagung des Aufstandes mussten etwa 5000 Einwohner von Malko Tarnowo ihre Heimatstadt verlassen. In der ganzen Region finden jährlich am 18. und 19. August Gedenkfeiern statt, die zentrale Feier in der Gegend Petrowa Niwa mit höheren Staatsgästen. Neben dem Denkmal für die gefallenen Aufständischen befindet sich ein Museum, das den bulgarischen Freiheitskämpfern in Strandscha, Thrakien und Makedonien gewidmet ist. 2003 wurde die Kirche Sveta Petka eingeweiht.
Erst 1912 kam die Stadt im Zuge des Ersten Balkankrieges endgültig zu Bulgarien.

## Sehenswürdigkeiten

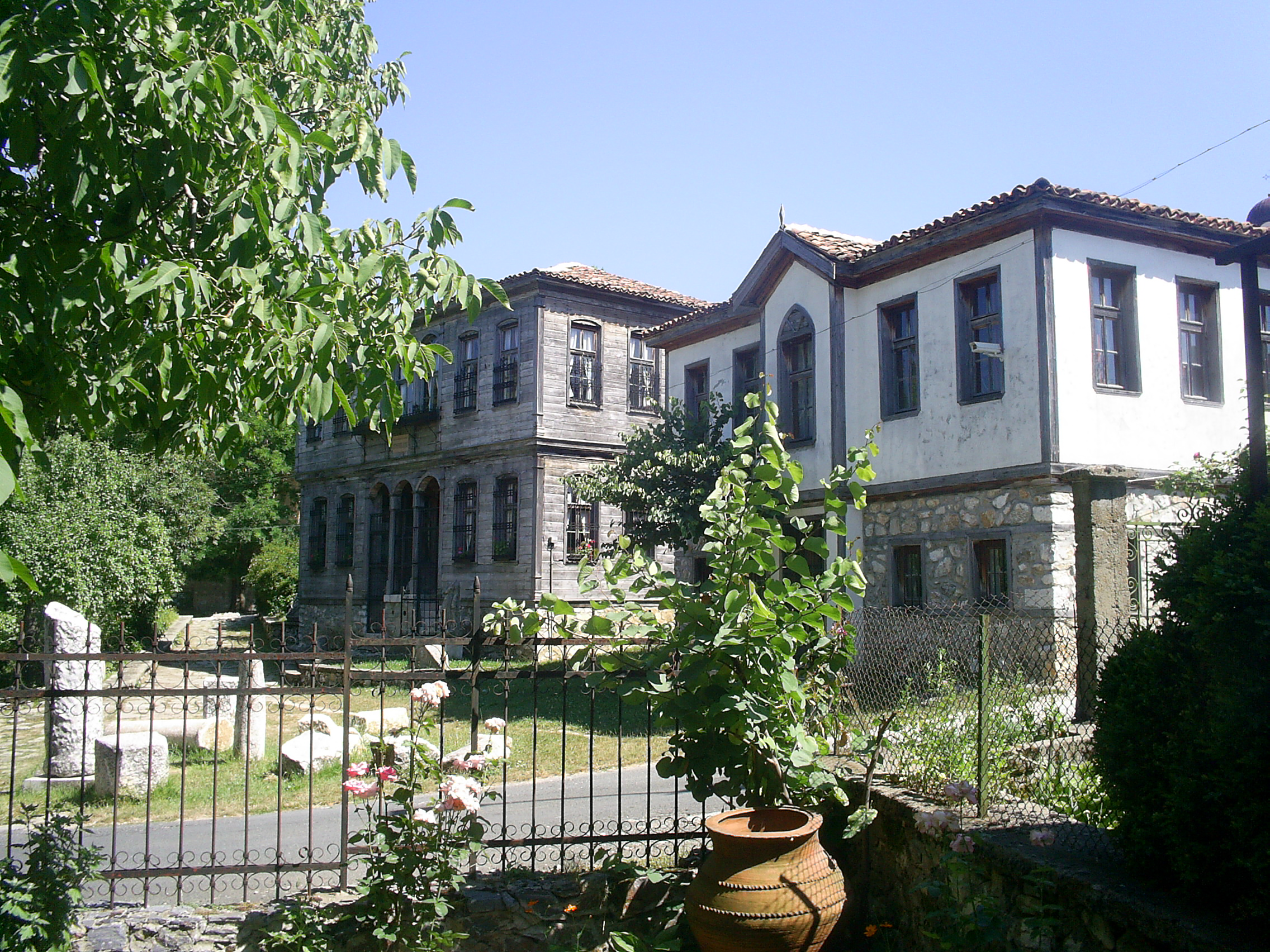
Archäologisches und historisches Museum

Besonders interessant sind die beiden thrakischen Kuppelgräber in der Nähe der Stadt. Sie wurden aus exakt behauenen Marmorblöcken errichtet und sind ein Zeugnis der thrakischen Monumentalarchitektur des 5.–3. Jahrhunderts v. Chr. Die Archäologen konnten daraus ihre Schlüsse für die Bestattungsbräuche thrakischer Aristokraten ziehen. Auch zur Römerzeit wurden diese Begräbnisorte benutzt.
Das erste ausgegrabene, dokumentierte und publizierte thrakische Kultgebäude (Grab) – unter einem Grabhügel – befindet sich fünf Kilometer nordöstlich der Stadt, in der Gegend Propada. Es wurde auf der Spitze eines kleinen Hügels errichtet und war das erste auf der Nekropole von 40 weiteren Gräbern. Bei Untersuchungen von zwei dieser Gräber wurden 2001 weitere Gräber aus der Zeit des Römerzeit entdeckt.
Beeindruckend und monumental ist das Grab in der Gegend Mischkowa Niwa, 13 km südwestlich der Stadt. Es wurde als Heiligtum oder Mausoleum eines herausragenden thrakischen Herrschers verwendet. Es datiert aus der Periode 5.–3. Jahrhundert v. Chr. – der Blütezeit der thrakischen Kultur.
Aus neuerer Zeit ist die orthodoxe Kirche Uspenie Bogorodischtno (bulg. Успение Богородично), die im Stadtzentrum von Malko Tarnowo liegt. Sie wurde an der Stelle einer älteren Kirche aus dem Jahre 1754 erbaut. In der Stadt und der Umgebung sind mehrere Überreste (Ruinen) von alten Kirchen verstreut.
In der Stadt gibt es das Historische Museum, das mit seinen fünf Ausstellungen auf drei Häusern aus der Periode der Bulgarischen Wiedergeburt verteilt ist:
- Archäologisches Museum
- Naturwissenschaftliches Museum
- Neue und neuste Geschichte
- Ikonenmalerei
- Ethnografie

## Wirtschaft
Bis zum Ende der Volksrepublik Bulgarien 1990 war der Bergbau in der Region entwickelt und es gab ein Werk zur Erzanreicherung, eine Elektronikfabrik, Baubetriebe, Holzgewinnung, Viehzucht, ein Werk für Haushaltschemie und Kosmetik. Heute (Stand 2007) sind die oben genannten Industriezweige in der Stadt zum Erliegen gekommen. Deshalb sind die Arbeitslosigkeit und der Wegzug der jungen Bevölkerung hoch.

## Sonstiges
Die Neue Bulgarische Universität, die Universität Sofia und die Süd-West-Universität Neofit Rilski (Blagoewgrad) organisieren jährlich im Sommer gemeinsam eine Sommeruniversität und Expedition unter dem Titel: "Das Strandscha-Gebirge und sein Beitrag zu den Zivilisationen des Ostens und Westens." – mit Unterstützung der bulgarischen Gemeinde Malko Tarnowo und der türkischen Gemeinde Lozengrad.

## Galerie

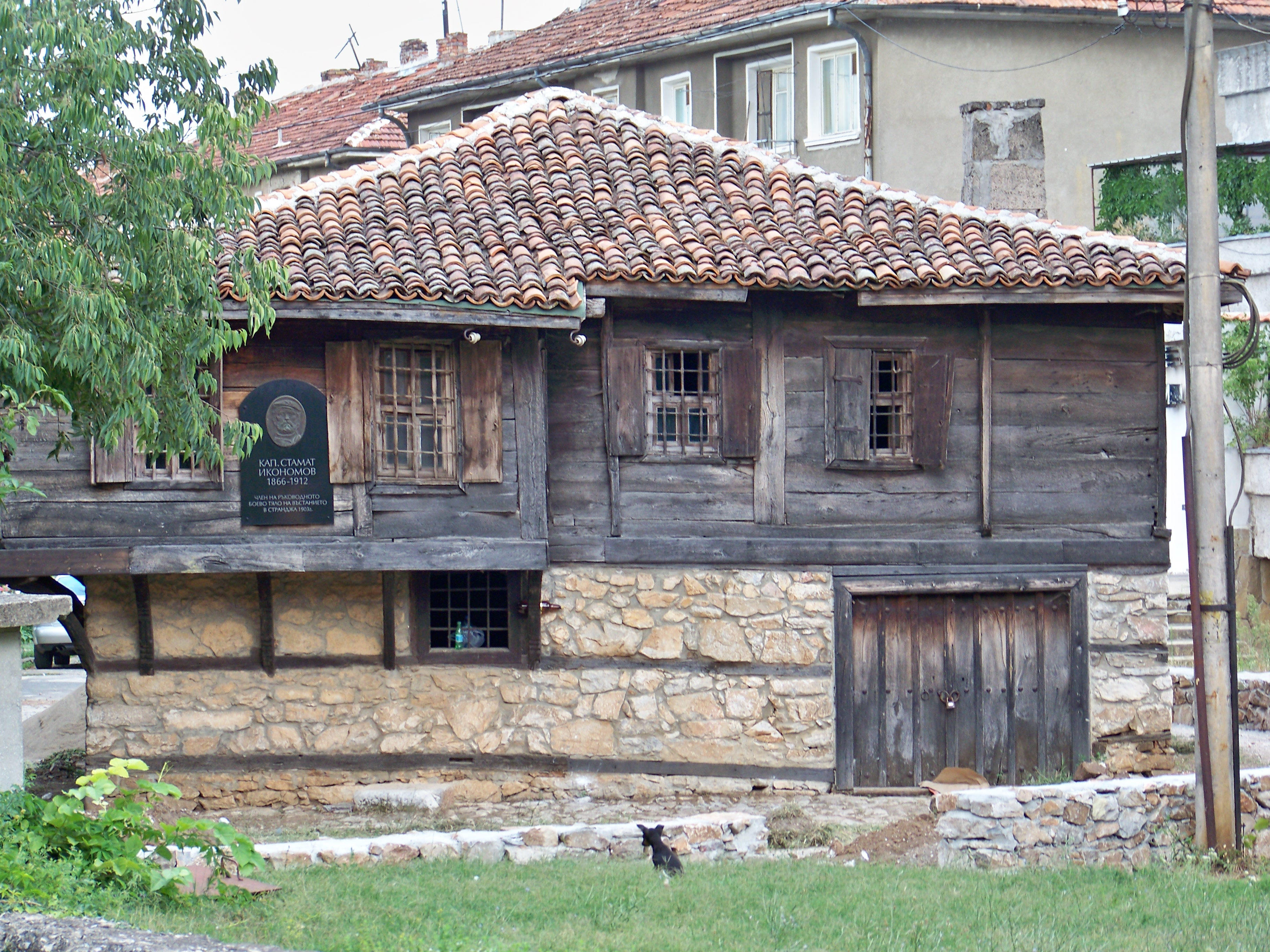
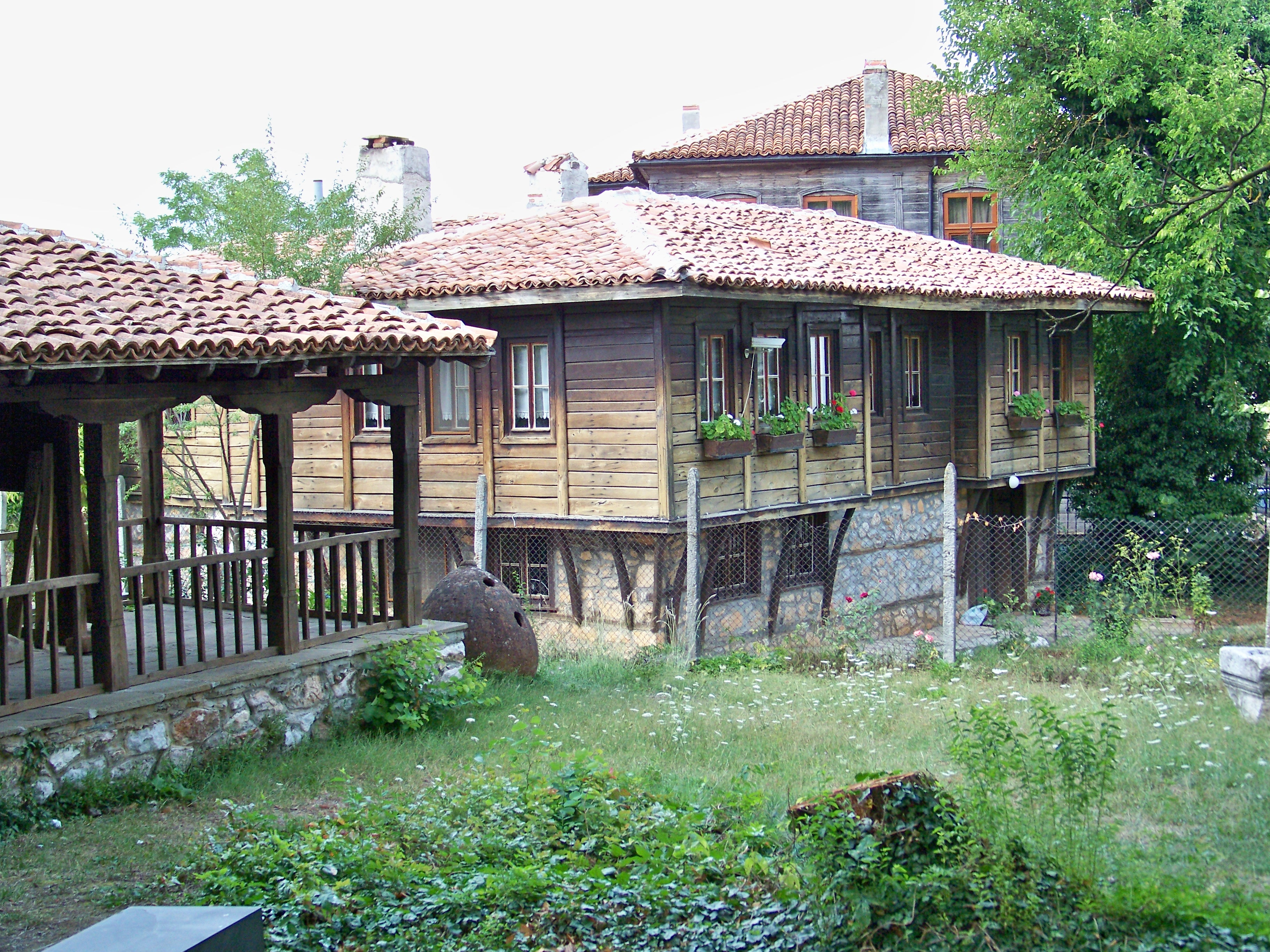
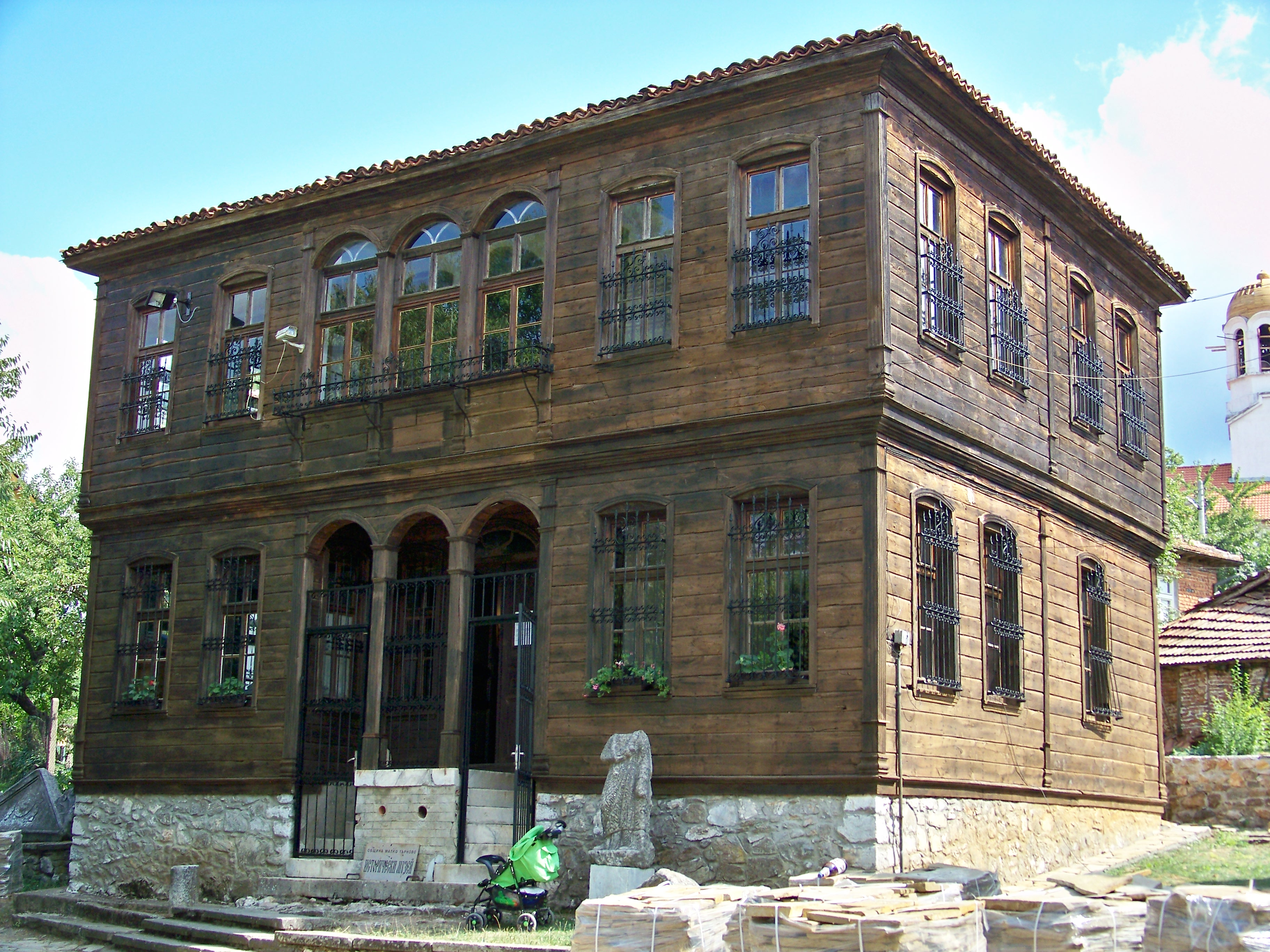
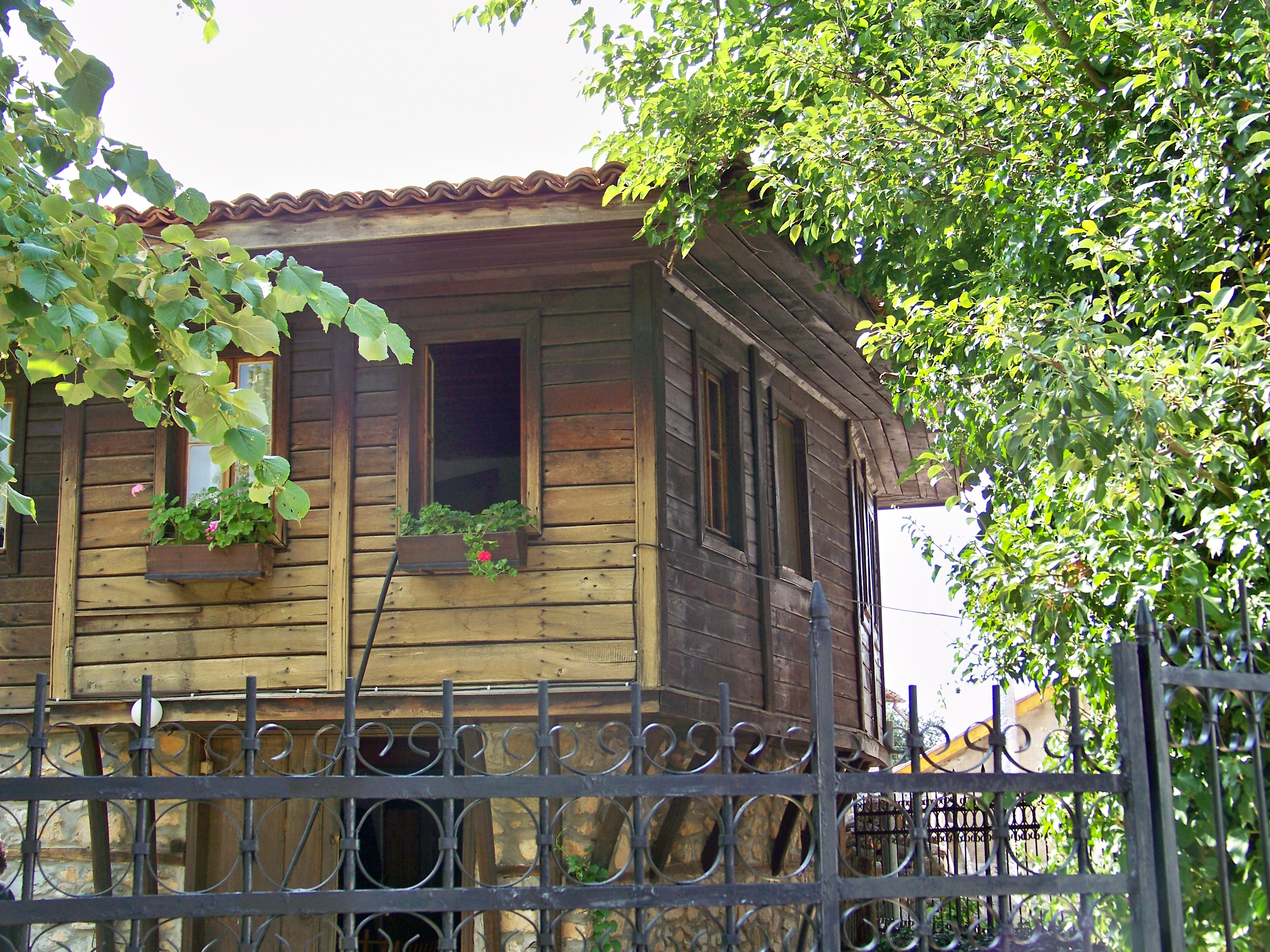
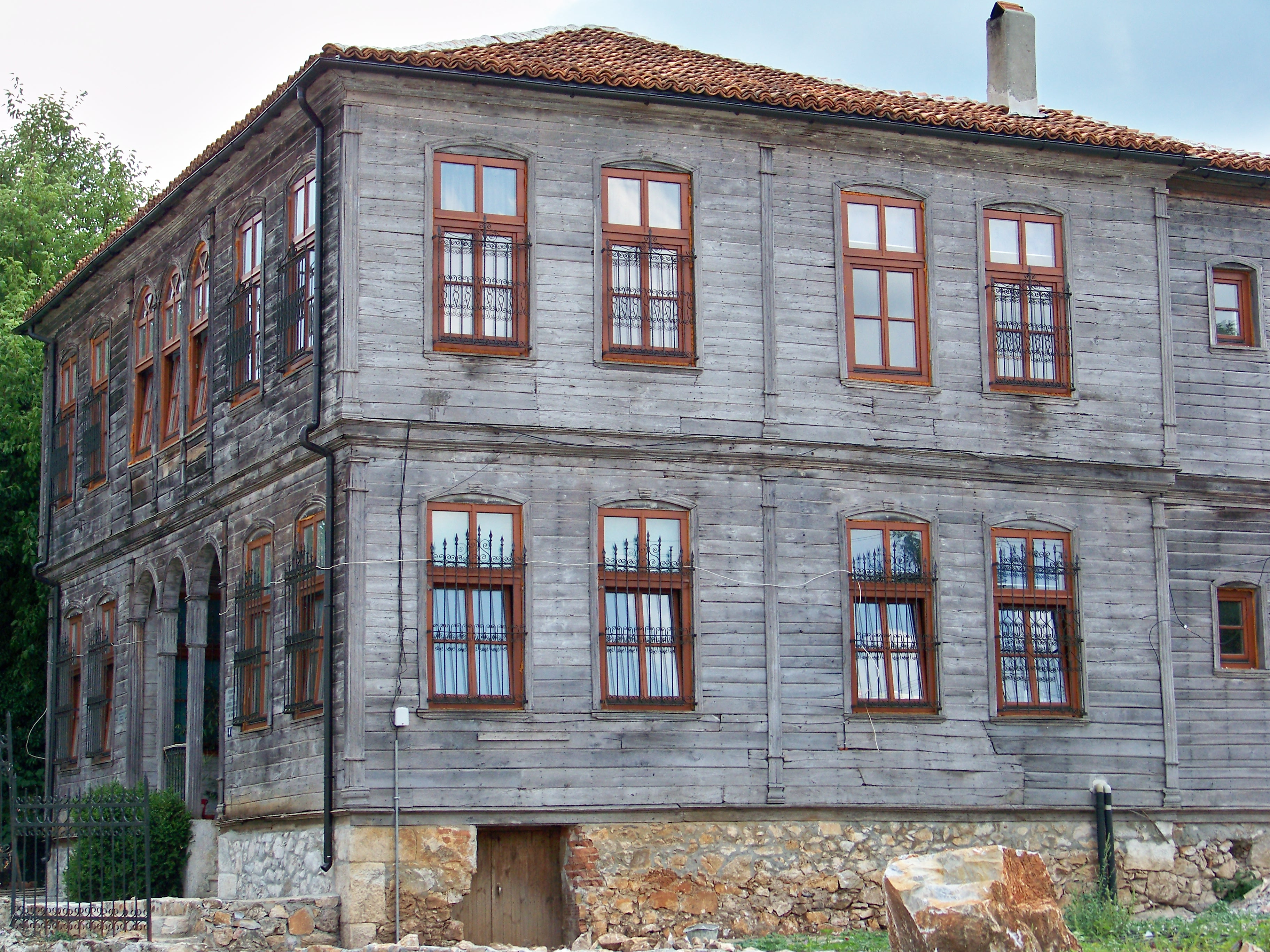